# Xuan-papier

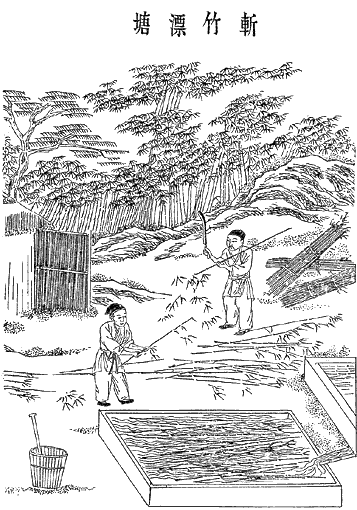
Productie van papier in het Oude China

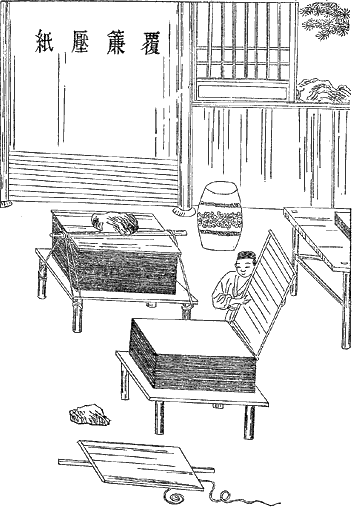
Productie van papier in het Oude China

Xuan-papier of Shuen-papier is een soort papier uit het Oude China. 
Xuan-papier is zacht en heeft een fijne textuur, het is geschikt als ondergrond voor schilderingen en Chinese kalligrafie. Het papier is glad, puur en schoon. Het is sterk en resistent tegen vuil, corrosie en schimmel. Het merendeel van de antieke Chinese boeken en schilderijen die heden nog bestaan is op Xuan-papier gemaakt. 

## Geschiedenis
Xuan-papier wordt genoemd in het Nieuw boek van de Tang. Het werd oorspronkelijk geproduceerd door de Tang-dynastie in Jīng Xiàn en omliggende steden zoals Xuancheng en Taiping. Onder de Song-dynastie werd de industrie geleidelijk verplaatst naar Jīng Xiàn in de provincie Anhui. Het gebied viel onder jurisdictie van de Xuanzhou-prefectuur in de Tang-dynastie, hierdoor werd het Xuan-papier genoemd.
Xuan-papier won de Golden Award op de Panama International Exposition in 1915. Sinds 2009 is de bereidingswijze van Xuan-papier opgenomen in de lijst van meesterwerken van het orale en immateriële erfgoed van de mensheid van UNESCO.

## Productie
Door de verschillende manieren van productie wordt Xuan-papier geclassificeerd in Shengxuan, Shuxuan en Banshuxuan. 
- Shengxuan (letterlijk "ruwe xuan") is in staat water te absorberen, waardoor de inkt vervaagt.
- Shuxuan (letterlijk "rijpe xuan") is tijdens de productie ingesmeerd met kalialuin, de textuur is harder en het papier kan niet zo gemakkelijk water absorberen. Shuxuan is hierdoor meer geschikt voor Gonbi dan Xieyi, het kan makkelijker gescheurd worden.
- Banshuxuan (letterlijk "halfrijpe xuan") heeft een gemiddeld absorberend vermogen en ligt daarmee tussen Shengxuan en Shuxuan.

Er wordt gebruikgemaakt van de bast van Pteroceltis tatarinowii, een soort iep. Ook wordt rijst, bamboe en moerbei gebruikt. Het productieproces kan globaal beschreven worden in achttien stappen (een gedetailleerdere beschrijving zou meer dan honderd stappen laten zien). Sommige papiermakers houden delen van hun procedure geheim. Het productieproces omvat het stomen en bleken van de bast en het bewerken van de pulp met verschillende oplossingen.